# Culture Mezcala

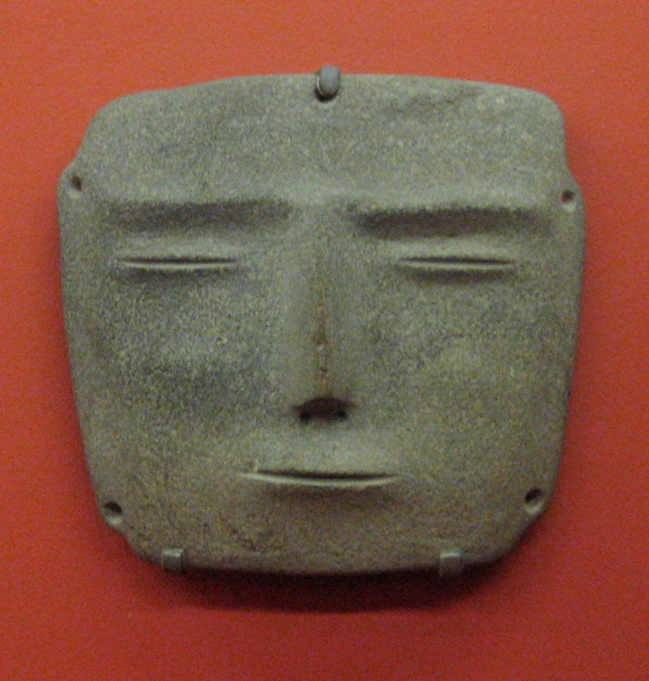
Masque en pierre mezcala au Musée d'Art du comté de Los Angeles.

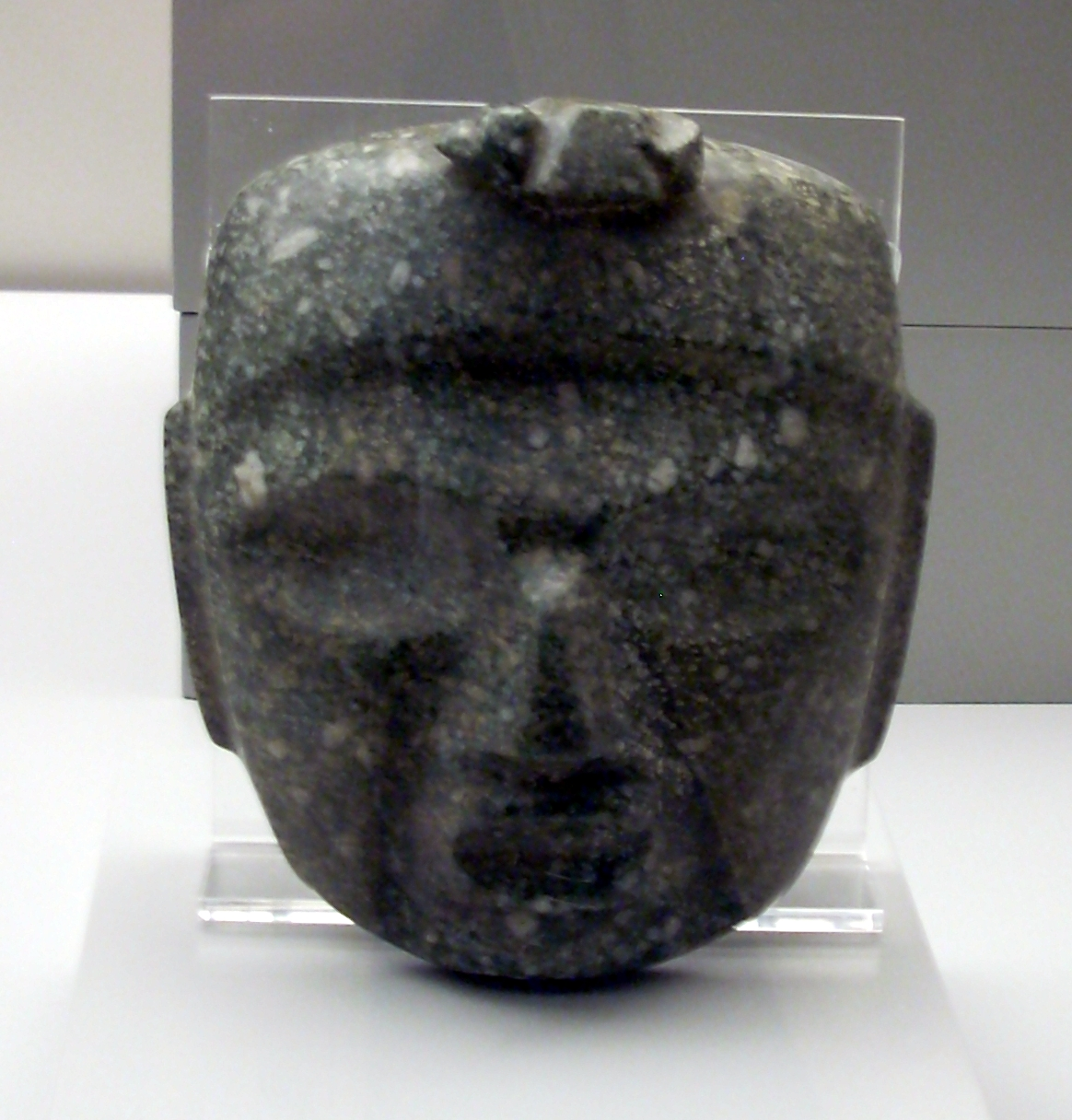
Masque Greenstone Mezcala au Musée de l'Amérique à Madrid.

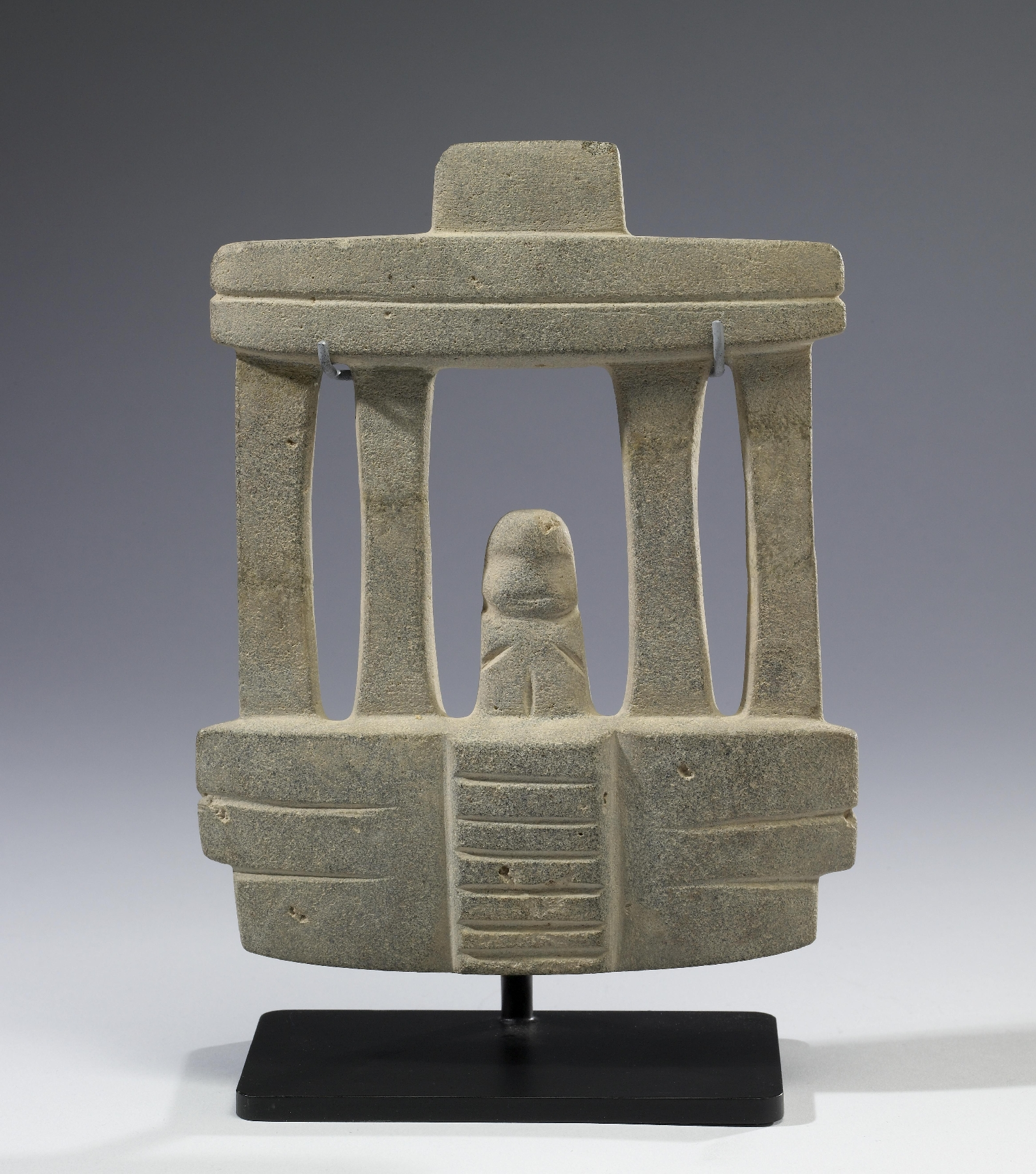
Modèle du temple mezcala au Walters Art Museum à Baltimore. Le style sculptural de Mezcala met l'accent sur l'abstraction géométrique dans les figures humaines et les modèles architecturaux.

La culture Mezcala (parfois appelée culture Balsas) est le nom donné à une culture mésoaméricaine qui était basée dans l'État de Guerrero, au sud-ouest du Mexique, dans la région du Haut Río Balsas. La culture est peu comprise, mais on pense qu'elle s'est développée au cours des périodes préclassiques moyenne et tardive de la chronologie mésoaméricaine, entre 700 et 200 av. J.-C.. La culture s'est poursuivie dans la période classique (vers 250-650 apr. J.-C.) où elle a coexisté avec la grande métropole de Teotihuacan.
Les archéologues ont étudié la culture à travers des fouilles contrôlées limitées, l'examen des objets pillés et l'étude des sculptures de Mezcala trouvées comme offrandes dédiées dans le complexe aztèque de Tenochtitlan.

## Fouilles archéologiques
La région culturelle de Mezcala a été fortement pillée par la population locale, car ces objets se sont avérés désirables sur le marché de l'art,. En termes de ressources archéologiques, l'état actuel de Guerrero n'a pas connu de fouilles professionnelles importantes ; les cultures préhistoriques qui y ont été découvertes sont parmi les moins bien comprises du Mexique. Un seul site préclassique de Mezcala, Ahuinahuac, a fait l'objet de fouilles contrôlées par des archéologues. Des fouilles de sites Mezcala d'époque classique ont eu lieu à Organera Xochipala (en) et El Mirador. Le style sculptural de la culture mezcala est largement connu pour les objets en andésite et en serpentine pillés.

## Histoire
À partir de fouilles au Guerrero, de l'examen d'artefacts pillés et de fouilles d'artefacts mezcalas à Teotihuacan, les archéologues ont donné le nom de culture mezcala à une culture mésoaméricaine qui était basée dans l'actuel État de Guerrero au sud-ouest du Mexique, dans la région supérieure du río Balsas. Les archéologues pensent que la culture s'est développée au cours de la période préclassique moyenne et tardive de la chronologie mésoaméricaine, entre 700 et 200 av. J.-C.río Balsas et s'est poursuivie au cours de la période classique (vers 250-650 apr. J.-C.). À cette époque, la grande métropole de Teotihuacan s'est développée vers le nord dans la vallée de Mexico.
Dans la région de Mezcala, l'influence de Teotihuacan est omniprésente. En même temps, il y avait aussi une influence considérable qui allait dans l'autre sens, de la région de Mezcala à Teotihuacan.
Les anthropologues ont caractérisé les sociétés occidentales comme des chefferies, à une époque où les États ont commencé à croître au Mexique central. Contrairement à d'autres régions de l'ouest du Mexique, la tradition du Guerrero en matière de céramique et de planification des sites montre l'influence du centre du Mexique. Par exemple, les villages le long de la rivière Balsas avaient des pyramides, des places centrales et des terrains de balle.
Les Aztèques postérieurs ont apparemment fouillé les sculptures de Mezcala et les ont valorisées, puisque les œuvres ont été trouvées parmi les offrandes dédiées dans le Grand Temple de Tenochtitlan, construit aux XIVe et XVe siècles. Plus de cinquante-six masques et quatre-vingt-dix-huit figurines en faisaient partie. Vingt-six des figurines ont été réparties également entre deux boîtes en pierre et disposées en rangées orientées plein sud.

## Sculpture
La sculpture de style mezcala se caractérise par des traits faciaux abstraits, suggérés par des lignes et des différences de texture et il a pu être influencé par les Olmèques. En retour, il peut avoir influencé le développement de la sculpture dans la métropole de la période classique de Teotihuacan, dans la vallée de Mexico.

## Lectures complémentaires
- (es) Rosa María Reyna-Robles, La Organera-Xochipala : Un sitio del Epiclásico en la Región Mezcala de Guerrero., Instituto Nacional de Antropología e Historia, 1er janvier 2003, 414 p. (ISBN 978-970-35-0333-9)
- (es) Rosa María Reyna Robles, La Organera Xochipala, estado de Guerrero, Miniguía - INAH, 1995, 7 p.